# Церква Різдва Пресвятої Богородиці (Ванжулів)
Церква Різдва Пресвятої Богородиці у Ванжулові — парафія і храм Лановецького благочиння Тернопільської єпархії Православної церкви України в селі Ванжулів Кременецького району Тернопільської области.
Оголошена пам'яткою архітектури місцевого значення (охоронний номер 1618).

## Історія церкви
У 1750 році в селі збудували дерев'яний храм Різдва Пресвятої Богородиці. У 1870 році церкву оновили за пожертви парафіян. Поруч із храмом збереглася стара дерев'яна дзвіниця.
У 1985 році за кошти парафіян було позолочено іконостас.
У 1989 році храм повністю перекрили та привели до належного стану.
У 2010 році знову позолотили іконостас і реставрували всі ікони.
У центрі села є лікувальна криниця, де щороку на Хрещення Господнє освячують воду.

## Парохи
- о. Кипріян Керша,
- о. Григорій Возняк,
- о. Петро Веселовський,
- о. Леонтій Рижевський,
- о. Афанасій Минько (1970),
- о. Василь Онищук (з 1988).